# 中川一徳
中川 一徳（なかがわ かずのり、1960年（昭和35年） - ）は、日本のフリージャーナリスト。

## 略歴
月刊『文藝春秋』記者として「事件の核心」、「黒幕」、「悶死-新井将敬の血と闇」などを執筆。2000年に独立し、事件、政治、経済などをテーマに執筆活動を続けている。特にマスメディア業界の取材を得意とする。
フジサンケイグループの権力闘争を描いた第1作『メディアの支配者』で第27回講談社ノンフィクション賞・第4回新潮ドキュメント賞を同時受賞した。
2012年には、フジテレビ『退屈貴族』中の企画「東洋のランボー」で問題のある演出が行なわれた旨、週刊文春で告発を行なった（2012年3月8日号『発掘スクープ とんねるず番組だけじゃない フジテレビがヒタ隠す “火渡り”で老人に重傷を負わせた最低の番組』）。

## 著書
- 『メディアの支配者 上』講談社、2005年7月。ISBN 978-4062124522。
- 『メディアの支配者 下』講談社、2005年7月。ISBN 978-4062130035。
  - 『メディアの支配者 上』講談社文庫、2009年6月。ISBN 978-4062763837。
  - 『メディアの支配者 下』講談社文庫、2009年6月。ISBN 978-4062763844。

- 『二重らせん 欲望と喧噪のメディア』講談社、2019年12月。ISBN 978-4065180877。
  - 『二重らせん(上) フジテレビとテレビ朝日 欲望のメディア』講談社文庫、2025年6月。ISBN 978-4065395783。
  - 『二重らせん(下) フジテレビとテレビ朝日 欲望のメディア』講談社文庫、2025年6月。ISBN 978-4065395790。

### 共著
- 中川一徳、伊藤博敏、安田浩一、窪田順生、林克明ほか 『フジテレビ凋落の全内幕』宝島社、2016年9月。ISBN 4800259665。